# Tonndorf (camp)
Tonndorf était le camp extérieur du camp de concentration de Buchenwald (1938-1945).

## Phase de construction (1938-1942)
Le 30 janvier 1938, la SS par le biais du Ministère de l'intérieur du Reich lance le projet de construction de canalisations d'eau reliant Tannroda au camp de concentration de Buchenwald. Le projet coûtant plus de 3,5 millions de RM, devait résoudre les problèmes d'approvisionnement et d'évacuation des eaux et les épidémies de typhus au camp et au village voisin. Le 16 décembre 1938, 8 prisonniers sont envoyés à la construction d'une pompe à Tonndorf. Le 1er janvier 1939, ils sont 212 à construire 4 pompes permettant de faire circuler l'eau sur 20 km. Au départ les prisonniers y sont acheminés en camion puis deux baraques sont construites pour "héberger" les prisonniers.

## Phase d'entretien (1942-1944)
À partir de septembre 1942, le nombre de prisonniers diminue, et il n'en reste, le 4 septembre 1942, que 26, chargés de l'entretien dans le camp annexe. Au moins six Français y travailleront. À plusieurs reprises les prisonniers sont aussi affectés au Kommando extérieur de Kranichfeld au pavement des rues, au déblaiement.

## Phase finale (1945)
Le 17 mars 1945, 40 prisonniers de Buchenwald sont transférés à Tonndorf puis de là vers la compagnie de chemin de fer de Thuringe et aux usines Martinwerke. Le 26 mars, 18 prisonniers sont envoyés à la carrière de Blankenhain. Le 29 mars, les 119 prisonniers présents dans le Kommando sont ramenés au camp principal de Buchenwald.
En tout plus de 300 prisonniers passèrent par ce camp annexe.